# Motorblok
Een cilinderblok of motorblok is een onderdeel van een verbrandingsmotor. Het is de behuizing van de cilinders met cilindervoeringen, de drijfstangen en de zuigers. Het bevat oliekanalen voor de smering en een watermantel voor de koeling van de cilinders.
Het cilinderblok is het grootste deel van de verbrandingsmotor. Het wordt aan de bovenzijde afgedekt door de koppakking en de cilinderkop, aan de onderzijde door het carter. Soms is het bovenste deel van het carter (het bovencarter) meegegoten in het cilinderblok. In het motorblok is soms de nokkenas geplaatst. Verder heeft het motorblok de motorsteunen waarmee de complete motor in het chassis of de carrosserie wordt gehangen. Bovendien kunnen appendages aan het cilinderblok worden gemonteerd, zoals de waterpomp met thermostaat, de brandstofpomp, brandstoffilters, spruitstukken, de dynamo, de startmotor etc.
In het verleden werden de cilinders van een motor apart gegoten. Daarna werden soms twee à drie cilinders in een blok gegoten en later konden complete cilinderrijen in een blok gegoten worden, waarbij V-motoren nog steeds twee aparte cilinderblokken hadden. Door de ontwikkeling van de giettechniek in de jaren dertig konden ook de V-motoren als een blok worden gegoten. In het verleden bestonden cilinderblokken in het algemeen uit gietijzer, later uit aluminium. 

## Cilindervoeringen
Bij slijtage van de cilinders moesten complete cilinderblokken vervangen worden. Om dat te voorkomen werden de cilinders gevoerd met bussen, meestal van gietijzer. Bij slijtage of schade kunnen deze cilinderbussen worden vervangen. Cilindervoeringen worden onderverdeeld in natte en droge cilindervoeringen. Bij natte cilindervoeringen komt de bus rechtstreeks in contact met de koelvloeistof. De voeringen kunnen na het aftappen van de vloeistof en het verwijderen van de cilinderkop eenvoudig vervangen worden. Dat vereist wel afdichtingen om het weglekken van de vloeistof in het carter te voorkomen. Droge cilindervoeringen worden in het cilinderblok geperst en geven hun warmte via het omringende materiaal af. Zij worden in het cilinderblok geperst en moeten ook onder druk worden uitgeperst. 

## Afbeeldingen

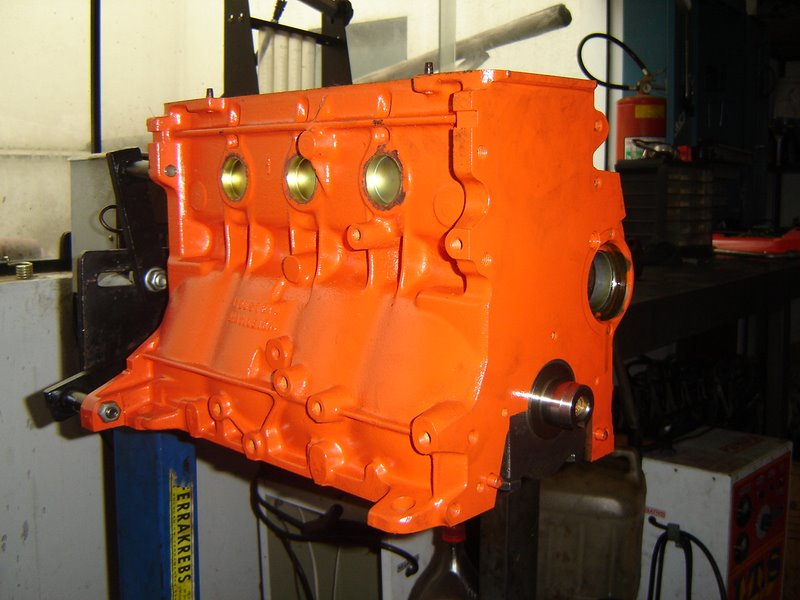
Cilinderblok met aan de onderkant het bovencarter met de krukas. Rechts de lagering van de laaggeplaatste nokkenas, links drie vriesdoppen[1].
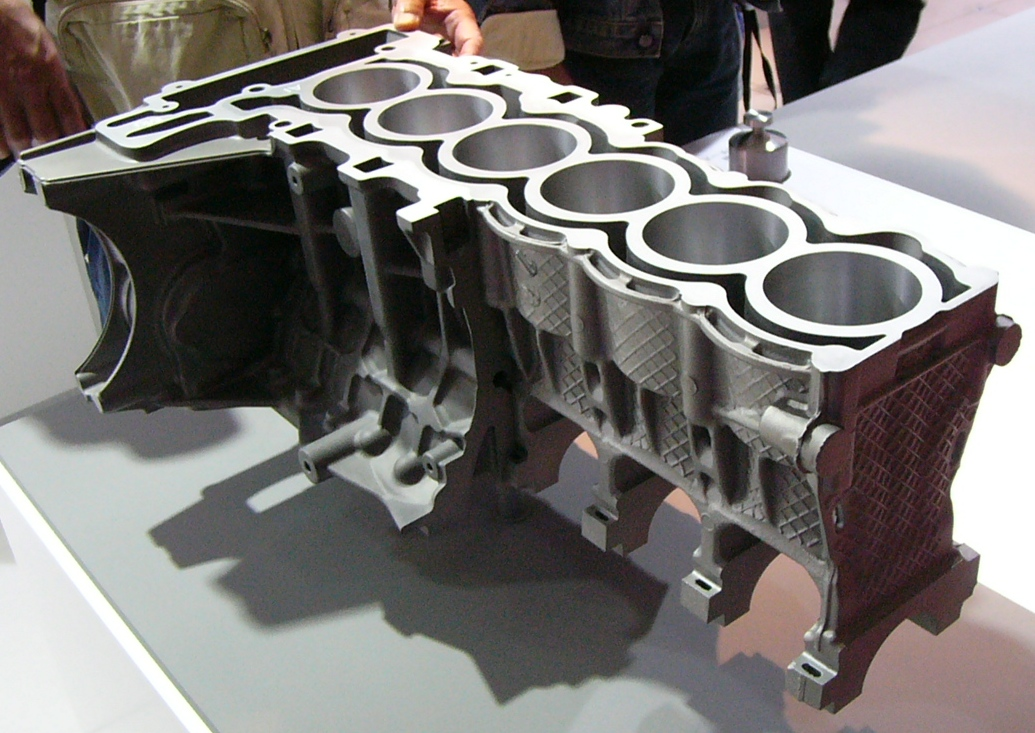
Cilinderblok van een zescilinderlijnmotor met een koelmantel rond de cilinders.
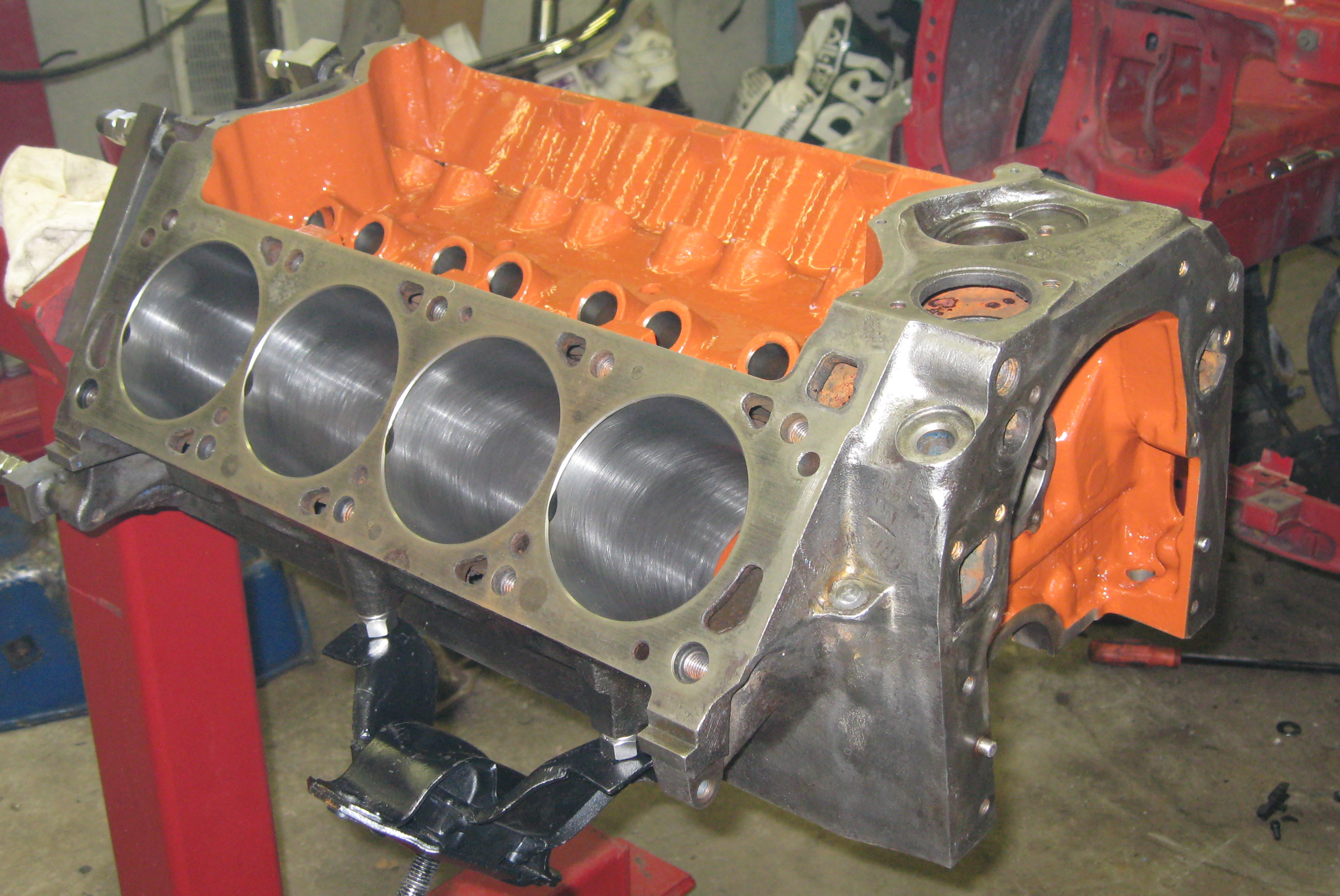
V8 in één blok gegoten.
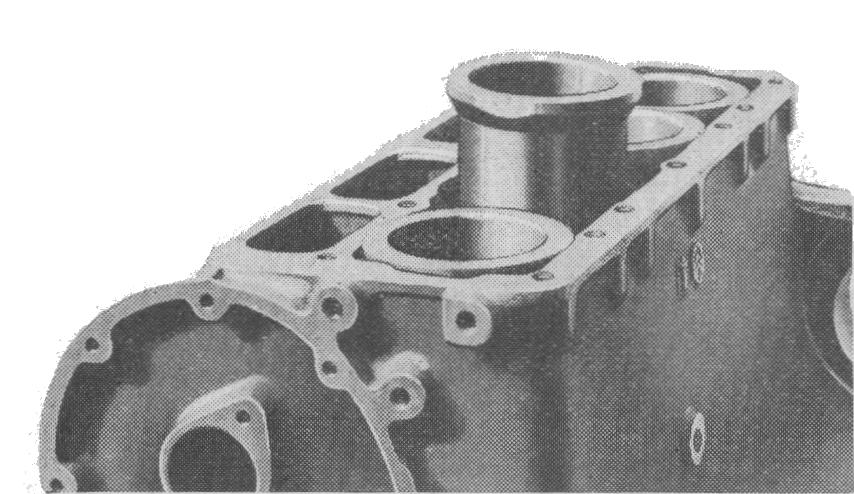
De natte cilindervoering staat rechtstreeks in contact met de koelvloeistof en kan relatief eenvoudig worden verwijderd